# میگل آنخل نیرا
میگل آنخل نیرا (اسپانیایی: Miguel Ángel Neira‎؛ زادهٔ ۹ اکتبر ۱۹۵۲) بازیکن فوتبال اهل شیلی بود.
وی همچنین در تیم ملی فوتبال شیلی بازی کرده‌است.